# Smižany
Smižany é um município da Eslováquia, situado no distrito de Spišská Nová Ves, na região de Košice. Tem 45,7 km² de área e sua população em 2018 foi estimada em 8.751 habitantes.

## Demografia
| Ano:        | 1994 | 2004    | 2014   | 2024   |
| ----------- | ---- | ------- | ------ | ------ |
| Broj ljudi: | 6592 | 8269    | 8623   | 8825   |
| Razlika:    |      | +25,43% | +4,28% | +2,34% |

| Ano:               | 2023 | 2024   |
| ------------------ | ---- | ------ |
| Número de pessoas: | 8828 | 8825   |
| Diferença:         |      | -0,03% |